# Seminom

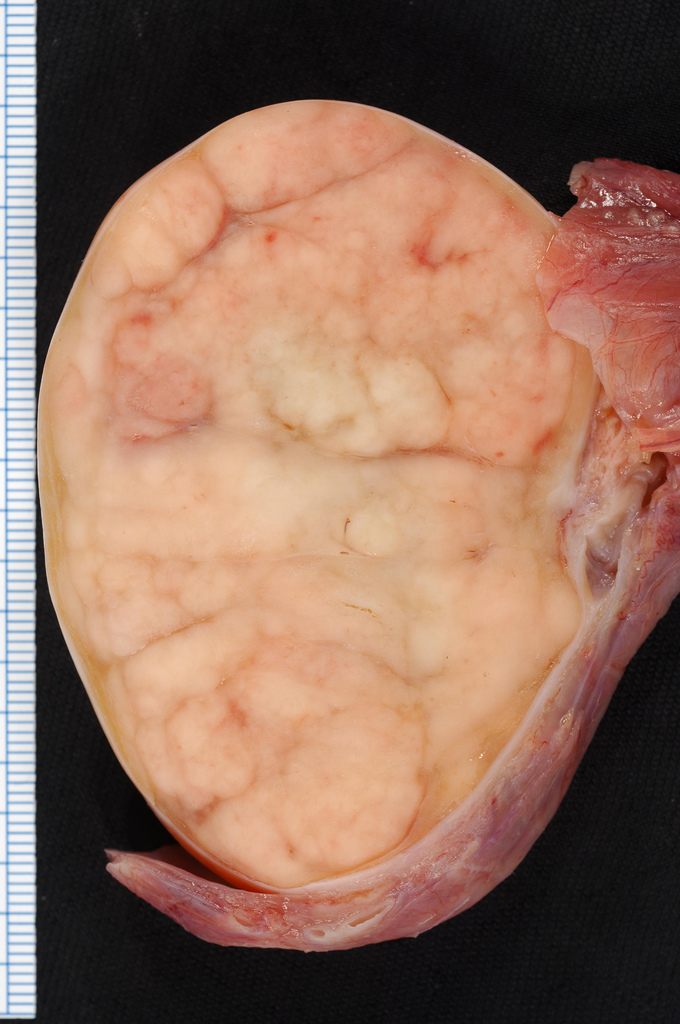
Testikel med seminom.

Seminom är en elakartad tumör i en testikel. Behandlingen innebär oftast kirurgiskt avlägsnande av testikeln, så kallad orkidektomi.

### Webbkällor
- ”Seminom”. Svensk MeSH. Karolinska Institutet. https://mesh.kib.ki.se/term/D018239/seminoma. Läst 6 oktober 2020.